# Alin Mircea Savu
Alin Mircea Savu (n. 29 noiembrie 1977) este un jucător de fotbal român care a evoluat în sezoanele 2006-2007 și 2007-2008 la clubul U Cluj.